# Nieuport-Delage NiD.52
Le Nieuport-Delage NiD.52 est un avion de chasse monoplace français dérivé du NiD.42. Premier Nieuport-Delage à structure métallique, il ne fut utilisé que par l'Espagne, où il fut construit sous licence. 

## Développement
Le principal défaut du NiD.42 était d’avoir tendance à se cabrer, ce qui entraînait une perte de vitesse suivie d’une vrille. Pour y remédier divers essais démontrèrent qu’il était nécessaire de réduire la corde de profil du plan supérieur, ce qui diminuait la surface de 0,4 m2 et de modifier l’empennage horizontal, globalement agrandi. À partir de ces modifications de base Gustave Delage développa en parallèle deux appareils, le NiD.52 de construction entièrement métallique et le NiD.62 de construction mixte. Sur le premier des tubes d’alliage léger remplaçaient donc les nervures en bois de l’aile, dont le revêtement restait entoilé, et le fuselage en bois de tulipier laissait la place à un fuselage métallique de construction monocoque. Le moteur Hispano-Suiza 12Hb de 500 ch était conservé, refroidi par deux radiateurs Lamblin fixés sur les jambes du train. Enfin le plan inférieur était réduit de 1,35 m2 sur le NiD.52.

## Un chasseur pour l'armée de l'air espagnole
Le prototype du NiD.52 débuta ses essais fin 1927, mais l’État français lui préféra le NiD.62, sensiblement moins cher.  En Espagne le NiD.42 avait remporté début 1927 le concours des avions militaires et il parut logique de lui préférer le NiD.52. Une licence de fabrication fut donc obtenue et une chaine de montage installée par la société Hispano dans son usine de Guadalajara. Les premiers Hispano-Nieuport (désignation espagnole) sortirent d’usine en 1929, se distinguant du prototype par des radiateurs Corominas montés sous le moteur. 125 exemplaires furent produits en Espagne : les 24 premiers appareils furent simplement assemblés à partir de jeux complets de pièces fournies par Nieuport-Astra, 91 monoplaces furent entièrement produits à Guadalajara, et 10 appareils furent assemblés à partir des 20 jeux de pièces détachées fournis par Nieuport.
En juillet 1936 on recense 48 appareils dans la zone restée sous contrôle de la République espagnole et huit sur les aérodromes passés sous contrôle des nationalistes. Une patrouille de trois appareils républicains se posant par erreur sur un terrain aux mains des nationalistes modifia légèrement ce rapport, mais dès la fin 1936 ces appareils, largement démodés, furent relégués aux missions d’entraînement. Certains refirent pourtant une apparition sur le front en mars 1937.

## Sources
- (en) J. M. Bruce, War planes of the first world war, vol. 1 : Fighters, Great Britain, Londres, Macdonald and Co, 1970, 210 p. (ISBN 978-0-356-01472-2)